# Манчини, Мария Анна
Мария Анна Манчини (итал. Maria Anna Mancini; 1649[…], Рим — 20 июня 1714, Клиши-ла-Гаренн) — французская аристократка, хозяйка литературного салона; племянница кардинала Мазарини (одна из мазаринеток), в замужестве герцогиня Бульонская. Известна своей причастностью к Делу о ядах и покровительством Лафонтену.

## Биография

### Ранняя жизнь
Самая младшая дочь Микеле Лоренцо, барона ди Манчини и Джеронимы Мазарини, сестры кардинала Мазарини. Она была сестрой Лауры, Поля, Олимпии, Марии, Филиппа, Альфонса и Гортензии Манчини. Лаура была одной из семи племянниц Мазарини, которых тот в сентябре 1647 года привёз ко французскому двору чтобы найти им подходящих мужей.
Мария Анна приехала в Париж намного позже, чем её сёстры, в 1655 году, когда ей было всего шесть лет. Последняя мазаринетка стала «избалованной любимицей» французского двора и её дяди, которого очень забавили стишки, которые сочинял шестилетний ребёнок. Её считали умной и красивой. Марию Анну называли «самой остроумной и жизнерадостной из сестёр» даже чаще, чем её старшую сестру Гортензию, любимую племянницу кардинала Мазарини. По словам современника, она была «почти божественна и имела бесконечную притягательность». Она прекрасно танцевала и любила маскарады.
В 1657 году её старшая сестра Лаура умерла при родах. Марии Анне передали на воспитание троих сыновей покойной сестры, хотя она была всего на несколько лет старше своих племянников. Младший ребёнок, Жюль Сезар, умер три года спустя — в 1660 году. Однако двое старших мальчиков, Луи Жозеф и Филипп, выжили. Они оба стали военными, а Луи Жозеф в конце концов дослужился до генерала.

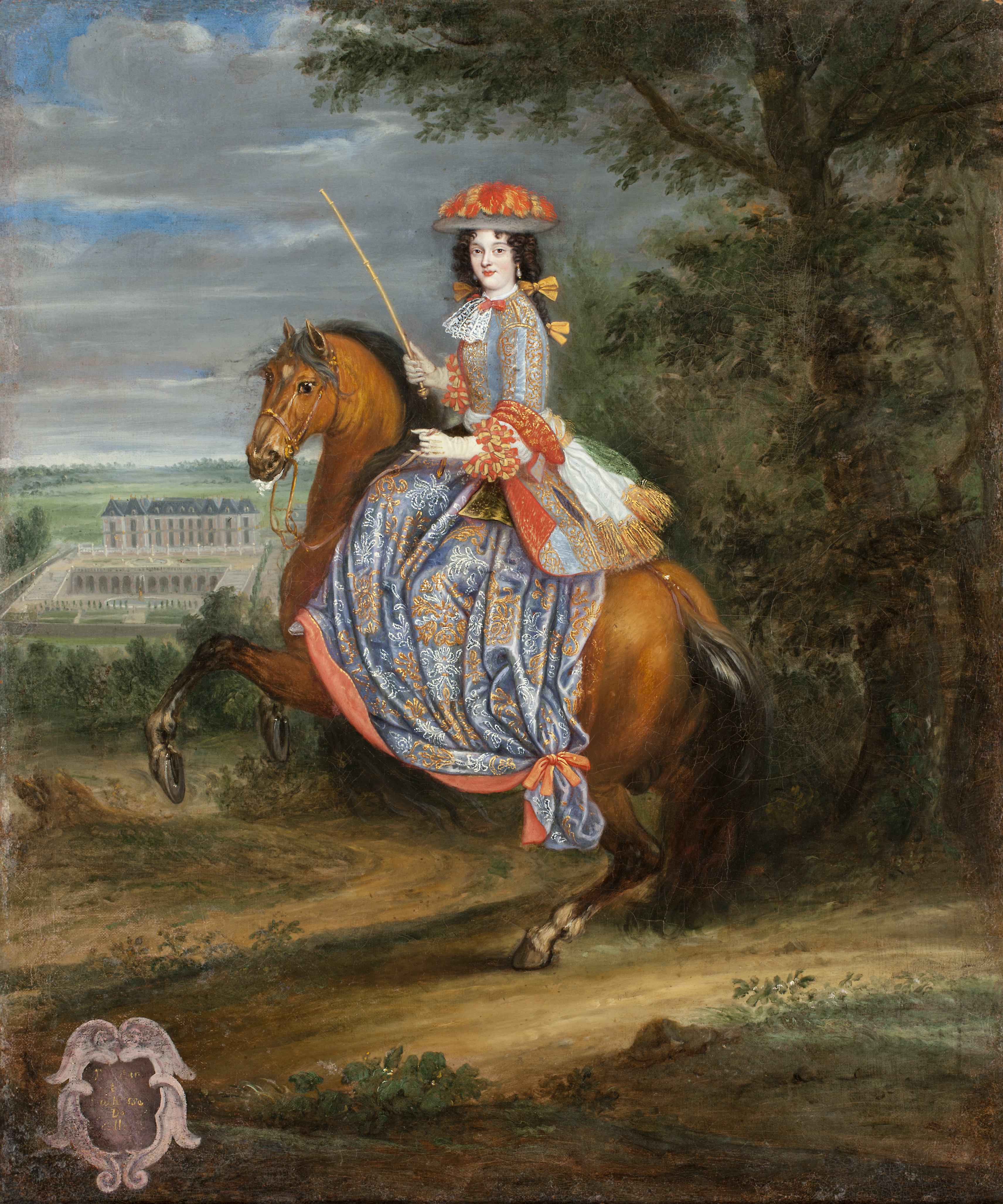
Герцогиня Бульонская, 1670-е г.

### Замужество
Её дядя умер, когда ей было всего тринадцать лет, в 1661 году. За ночь до смерти кардинала знаменитый фельдмаршал Тюренн попросил у него руку Марии Анны для своего племянника Годфруа Мориса де ла Тур д’Овернь, герцога Бульонского. Примерно через год, 22 апреля 1662 года, Мария Анна вышла замуж за герцога в отеле Суассон в присутствии короля Людовика XIV, королевы и вдовствующей королевы.
Её муж был хорошим военным, но плохим придворным и скверным собеседником. В результате умная и амбициозная 15-летняя герцогиня, интересующаяся политикой и литературой, осталась совсем одна. Она основала небольшой салон в своей новой резиденции, отеле де Бульон. Марию Анну запомнили по литературным занятиям и за покровительство молодому Лафонтену.
Несмотря на различные интересы, брак был гармоничным. Её муж любил супругу, терпимо относился к её любовным похождениям и отказывался заключать её в монастырь за прелюбодеяние, вопреки настойчивым требованиям своей семьи . Однажды, когда она сама сбежала в монастырь из-за страха перед его семьёй после особенно публичной любовной интрижки, её муж сам попросил её покинуть монастырь и вернуться к нему.

### Дело о ядах
Мария Анна была в Деле о ядах, якобы за то, что планировала отравить своего мужа, чтобы выйти замуж за своего племянника Луи Жозефа, герцог Вандомского. Она якобы посетила Адама Лесажа и сообщила ему об этом желании.
В отличие от своей старшей сестры, графини Суассонской, которая была вынуждена бежать в Льеж, а затем в Брюссель, чтобы избежать ареста, Мария Анна никогда не была официально осуждена. Судебный процесс против неё был проведён 29 января 1680 года; её сопровождали муж и любовник Вандом, каждый из которых держал её за руку. Она заявила, что она не признаёт авторитет суда и согласилась ответить на вызов в суд только из уважение к королю. Она утверждала, что они с Вандомом просто легкомысленно и без злого умысла пошутили, и эта шутка не была рассчитана на Лесажа; она добавила, что если они считают, что она хотела убить своего мужа, они могли бы спросить это у него лично, поскольку он сопровождал её на суд.
Она была освобождена из-за отсутствия доказательств, но всё же была сослана королём в провинцию. Она провела некоторое время в Нераке и смогла вернуться в Париж и к королевскому двору в марте 1681 года. Аристократы восхищались её остроумием и отсутствием страха во время суда, но король больше не желал её видеть, и в 1685 году снова изгнал её в провинцию на этот раз на пять лет. Король наконец позволил ей вернуться в 1690 году, но после этого она предпочитала избегать королевского двора.

## Дети

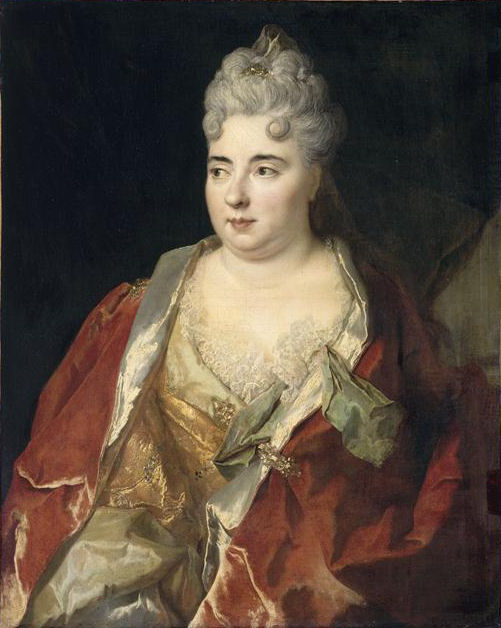
Мария Анна Манчини, ок. 1700 г.

- Луи Шарль, принц Тюреннский (14 января 1665 — 4 августа 1692)

∞ жена — Анна Женевьева де Леви, дочь Мадам де Вантадур; детей не было.
- Мария Елизавета, Мадемуазель де Бульон (8 июля 1666 — 24 декабря 1725), умерла незамужней.
- Эммануэль Теодосе, герцог де Бульон (1668 — 17 апреля 1730)

∞ 1-я жена — Мария Арманда де ла Тремуйль, дочь Шарля де ла Тремуйль; были дети;
∞ 2-я жена — Луиза Франсуаза Анжелика ле Телльер, внучка маркиза де Лувуа, были дети;
∞ 3-я жена — Анна Мария Кристина де Симиане, были дети;
∞ 4-я жена — Луиза Генриетта Франсуаза де Лоррен, дочь графа д’Аркур, были дети.
- Эудженио Морис, принц Шато-Тьерри (29 марта 1669 — 23 ноября 1672), женат не был.
- Фредерик Жюль, принц д’Овернь (2 мая 1672 — 1733)

∞ жена — Оливия Катерина де Транте, были дети.
- Луи Анри, граф д’Эврё (2 августа 1674 — 23 января 1753)

∞ жена — Мария Анна Крозат, дочь Антонии Крозат; детей не было;
- Луиза Жюли, Мадемуазель де Шато-Тьерри (26 ноября 1679 — 21 ноября 1750)

∞ муж — Франсуа Арманд де Роган; единственный ребёнок умер в детстве.